# Frederik van Os
Frederik Hendrik Lucas van Os (Barneveld, 15 juli 1907 - Groningen, 3 december 2001) was een Nederlands farmacoloog en hoogleraar aan de Rijksuniversiteit Groningen.
Van Os studeerde aan de Rijksuniversiteit Utrecht waar hij eind 1942 promoveerde op het proefschrift De absorptie in het ultraviolet door glucose en haar ontledingsproducten in alkalische oplossing. Even daarvoor was hij aan de Groningse faculteit der wis- en natuurwetenschappen benoemd tot lector met als leeropdracht de farmacognosie.
In 1946 werd Van Os bevorderd tot gewoon hoogleraar, waarbij zijn aanvankelijke leeropdracht werd uitgebreid met de  galenische farmacie en receptuur. Hij aanvaardde dit ambt op 23 maart van dat jaar met het uitspreken van de rede Het geneeskruid. Verouderde of waardevolle artsenij?.
Van Os was gedurende twee periodes rector magnificus van de Groningse universiteit en wel van 1957 tot 1958 en van 1961 tot 1965. In 1966 mocht hij een eredoctoraat in ontvangst nemen van de Universiteit van Straatsburg.
Hij was de vader van kunsthistoricus en directeur van het Rijksmuseum, Henk van Os en de grootvader van de schrijver en journalist Pieter van Os. 